# Euxoa satis
Euxoa satis är en fjärilsart som beskrevs av Harvey 1876. Euxoa satis ingår i släktet Euxoa och familjen nattflyn. Inga underarter finns listade i Catalogue of Life.